# 언노운 게스트
《언노운 게스트》(Ink & Steel)는 미국에서 제작된 패트릭 워드 퍼킨스 감독의 2014년 범죄, 스릴러 영화이다. 몰리 라이먼 등이 주연으로 출연하였다. 대한민국에는 2018년 11월 29일 개봉되었다.

## 출연
- 몰리 라이먼